# 내부곱
미분기하학에서 내부곱(內部곱, 영어: interior product)은 벡터장과 미분 형식 사이에 정의되는, 일종의  대수적 미분 연산이다. 기호는 {\displaystyle \lrcorner } 또는 {\displaystyle \iota }.

## 정의
매끄러운 다양체 {\displaystyle M} 위의 내부곱
{\displaystyle \lrcorner \colon \Gamma (\mathrm {T} M)\otimes _{\mathbb {R} }\Omega ^{\bullet }(M)\to \Omega ^{\bullet -1}(M)}
{\displaystyle \lrcorner \colon X\otimes \alpha \mapsto X\lrcorner \alpha }
은 벡터장과 미분 형식을 곱하여 미분 형식을 만드는 연산이며, 다음과 같이 두 가지로 정의될 수 있다. ({\displaystyle X\lrcorner \alpha }는 간혹 {\displaystyle \iota _{X}\alpha }로 표기되기도 한다. 이에 대응하는 유니코드 기호는 U+2A3C ⨼이다.)

### 공리적 정의
{\displaystyle M} 위의 내부곱
{\displaystyle \lrcorner \colon \Gamma (\mathrm {T} M)\otimes _{\mathbb {R} }\Omega ^{\bullet }(M)\to \Omega ^{\bullet -1}(M)}
은 다음 세 조건을 만족시키는 유일한 연산이다.
- (차수 −1) 벡터장 {\displaystyle X} 및 동차 미분 형식 {\displaystyle \alpha }에 대하여, {\displaystyle \deg(X\lrcorner \alpha )=\deg \alpha -1}
- (곱 규칙) 벡터장 {\displaystyle X}에 대하여, {\displaystyle (\Omega ^{\bullet }(M),X\lrcorner )}는 외대수 위의 미분 등급 대수를 이룬다. 즉, 임의의 {\displaystyle \alpha \in \Omega ^{p}(M)} 및 {\displaystyle \beta \in \Omega ^{q}(M)}에 대하여, 다음이 성립한다.
{\displaystyle X\lrcorner (\alpha \wedge \beta )=(X\lrcorner \alpha )\wedge \beta +(-1)^{p}\alpha \wedge (X\lrcorner \beta )}
- (1차 미분 형식의 경우) 1차 미분 형식에 대하여 내부곱은 단순히 벡터장과의 축약이다. 즉, 임의의 벡터장 {\displaystyle X}와 1차 미분 형식 {\displaystyle \alpha \in \Omega ^{1}(M)}에 대하여, 다음이 성립한다.
{\displaystyle X\lrcorner \alpha =\alpha (X)}

### 구체적 정의
{\displaystyle M} 위의 내부곱
{\displaystyle \lrcorner \colon \Gamma (\mathrm {T} M)\otimes _{\mathbb {R} }\Omega ^{\bullet }(M)\to \Omega ^{\bullet -1}(M)}
은 임의의 {\displaystyle p}차 미분 형식 {\displaystyle \alpha }에 대하여 다음과 같이 정의되는 연산이다.:§5.4.3:43, Exercise 3.3
{\displaystyle X\lrcorner \alpha \colon (Y_{1},Y_{2},\ldots ,Y_{p-1})\mapsto \alpha (X,Y_{1},Y_{2},\ldots ,Y_{p-1})\qquad \forall Y_{1},Y_{2},\dots ,Y_{p-1}\in \Gamma (\mathrm {T} M)}

## 성질
임의의 미분 형식 {\displaystyle \alpha \in \Omega (M)} 및 두 벡터장 {\displaystyle X,Y\in \Gamma (\mathrm {T} M)}에 대하여, 다음이 성립한다.
{\displaystyle X\lrcorner (Y\lrcorner \alpha )+Y\lrcorner (X\lrcorner \alpha )=0}
특히,
{\displaystyle X\lrcorner X\lrcorner \alpha =0}
이다.

### 리 미분과의 관계
카르탕 마법 공식(Cartan魔法公式, 영어: Cartan’s magic formula)에 따르면, 임의의 벡터장 {\displaystyle X\in \Gamma (\mathrm {T} M)}와 미분 형식 {\displaystyle \alpha \in \Omega (M)}에 대하여 다음이 성립한다.
{\displaystyle {\mathcal {L}}_{X}\alpha =\mathrm {d} (X\lrcorner \alpha )+X\lrcorner \mathrm {d} \alpha }
여기서 {\displaystyle {\mathcal {L}}}은 리 미분이다.
또한, 임의의 두 벡터장 {\displaystyle X,Y\in \Gamma (\mathrm {T} M)} 및 미분 형식 {\displaystyle \alpha \in \Omega (M)}에 대하여, 다음이 성립한다.
{\displaystyle [X,Y]\lrcorner \alpha ={\mathcal {L}}_{X}(X\lrcorner \alpha )-X\lrcorner {\mathcal {L}}_{X}\alpha }

## 역사
내부곱의 개념과 용어(독일어: inner Produkt)는 헤르만 그라스만이 도입하였다.:§4.1, 107–112